# Akteur (UML)

Generalisierung zwischen einem Akteur Mitarbeiter und einem Akteur Kundenberater

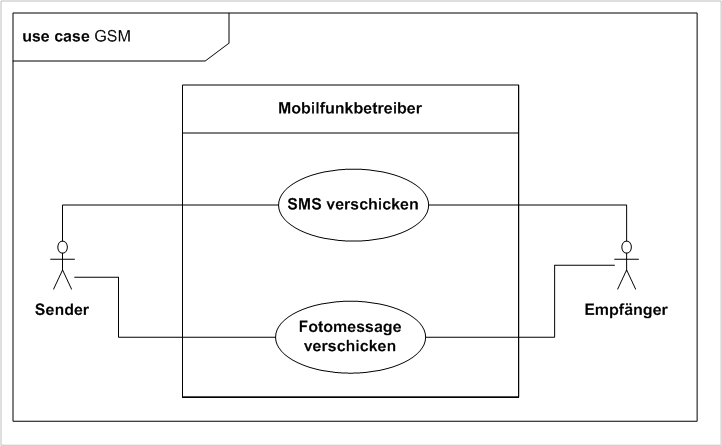
Beispiel einer Klasse Mobilfunkbetreiber die als Subjekt für zwei Anwendungsfälle dient (SMS verschicken und Fotomessage verschicken). Je ein Akteur Sender und Empfänger ist an den beiden Anwendungsfällen beteiligt.

Ein Akteur (Actor, „Handelnder“) ist ein Modellelement in der Unified Modeling Language (UML), einer Modellierungssprache für Software und andere Systeme.
Ein Akteur bezeichnet in der UML ein Element, das mit dem modellierten System interagiert. Meistens steht er in Beziehung zu einem Anwendungsfall: es ist der Akteur, der einen Anwendungsfall anstößt oder der die erwarteten Resultate eines Anwendungsfalls entgegennimmt. Akteure sollten nicht mit konkreten handelnden Personen oder Systemen verwechselt, sondern eher als eine Art Rolle betrachtet werden. Kundenberater ist zum Beispiel als Name für einen Akteur besser geeignet als Herr Meier vom Verkauf.
Weil Akteure eine Art Classifier sind, können sie untereinander Generalisierungsbeziehungen eingehen. Ein Beispiel dafür sieht man in der Abbildung, welche die Beziehung zwischen Mitarbeiter und Kundenberater darstellt.

Akteure können graphisch auf unterschiedliche Arten dargestellt werden
Ein Akteur als „Strichmännchen“
Ein Akteur als Rechteck mit dem Schlüsselwort (Stereotyp) actor
Ein Akteur, dargestellt mit einem Spezialsymbol